# Дворянский Умыс
Дворянский Умыс — село в составе Красномайского сельского поселения в Кочкуровском районе республики Мордовия.

## География
Находится на расстоянии примерно 10 километров по прямой на юг-юго-восток от районного центра села Кочкурово.

## История
Село возникло в XVII веке как вотчина служилых дворян Ховриных. Часть села принадлежала ещё нескольким мелким дворянам-помещикам. В 1869 году оно было учтено как казенное и владельческое село Саранского уезда из 53 дворов. Долгое время в селе существовала Покровская церковь в виде трех строений. Первая церковь построена была предположительно в конце XVII века, вторая в конце XVIII века и сгорела в 1868 году, третья построена в 1870 году.

## Население
Постоянное население составляло 7 человека (русские 71 %, мордва-эрзя 29 %) в 2002 году, 3 в 2010 году.